# Fusil de Caballería Tipo 44
El Tipo 44 (（四四式騎銃Yonyon-shiki kijū o Yonjūyon-shiki kijū, en japonés) fue un fusil de cerrojo japonés utilizado en la Segunda Guerra Mundial. Este fusil también es a menudo mencionado como Carabina Tipo 44, M44 o más bien Carabina de Caballería Arisaka Año 44 Meiji.

## Historia y desarrollo
Desarrollado a partir del fusil de Caballería Tipo 38 para ofrecer a un jinete una carabina con bayoneta y no portar tanto armamento como antes, cuando precisaba tener un sable de Caballería Tipo 32, el fusil de Caballería Tipo 38 y una bayoneta. Entró en producción en 1911 y entró en servicio en 1912 (el año 44 de la era Meiji, de allí su designación "Tipo 44"), sirviendo hasta el final de la Segunda Guerra Mundial en 1945. La producción del fusil continuó hasta 1942. Aproximadamente 91.000 fusiles fueron producidos por los arsenales japoneses durante aquellos años.
A pesar de que estaba destinado para las tropas de caballería, a varias unidades, como las de transporte, se les suministró estos fusiles y algunas tropas de caballería continuaron empleando el fusil de Caballería Tipo 38.
Después de la Segunda Guerra Mundial, el Tipo 44 continuó siendo utilizado por el Ejército Popular de Liberación chino y la Armada.

## Características
Este fusil era una variante más corta del fusil Fusil de Caballería Tipo 38, siendo su principal diferencia la bayoneta plegable tipo "aguja" que iba guardada bajo el cañón. En el lado derecho del fusil, debajo del punto de mira, se encontraba un gancho. Este imitaba al de la bayoneta Tipo 30, para utilizarse en las técnicas de esgrima con bayoneta que se enseñaban a los soldados japoneses de la época. En la culata del Tipo 44 se halla un compartimiento para almacenar una baqueta de limpieza compuesta por dos piezas. El acceso a este compartimiento se hacía mediante una ingeniosa portilla giratoria.
El Tipo 44 emplea el cartucho 6,5 x 50 Arisaka y tiene un depósito interno fijo con capacidad de 5 cartuchos, alimentado mediante peines. El ánima de su cañón tiene 6 estrías dextrógiras.
Este fusil empezó a producirse en 1911 y entró en servicio en 1912, siendo empleado hasta el final de la Segunda Guerra Mundial, en 1945. Su producción fue cancelada en 1942, tras haberse producido aproximadamente 91.900 fusiles Tipo 44 en los arsenales japoneses desde 1911.
El Tipo 44 fue producido en tres variantes (conocidas como 1.º, 2.º y 3.er Modelo). La principal diferencia entre estas era el albergue de la bayoneta plegable, que fue aumentando su longitud en cada una de ellas. Los cambios hechos al albergue de la bayoneta se debieron a problemas de precisión y para reforzar la culata.
Otra diferencia mínima entre estas variantes era el compartimiento de la baqueta, situado bajo la cantonera de la culata. Las culatas de los fusiles Primer Modelo tenían dos compartimientos para cada mitad de la baqueta, mientras que en las de los fusiles Segundo y Tercer Modelo solo hay un gran compartimiento para ambas mitades de esta.